# Königsgalerie (Kathedralskulptur)

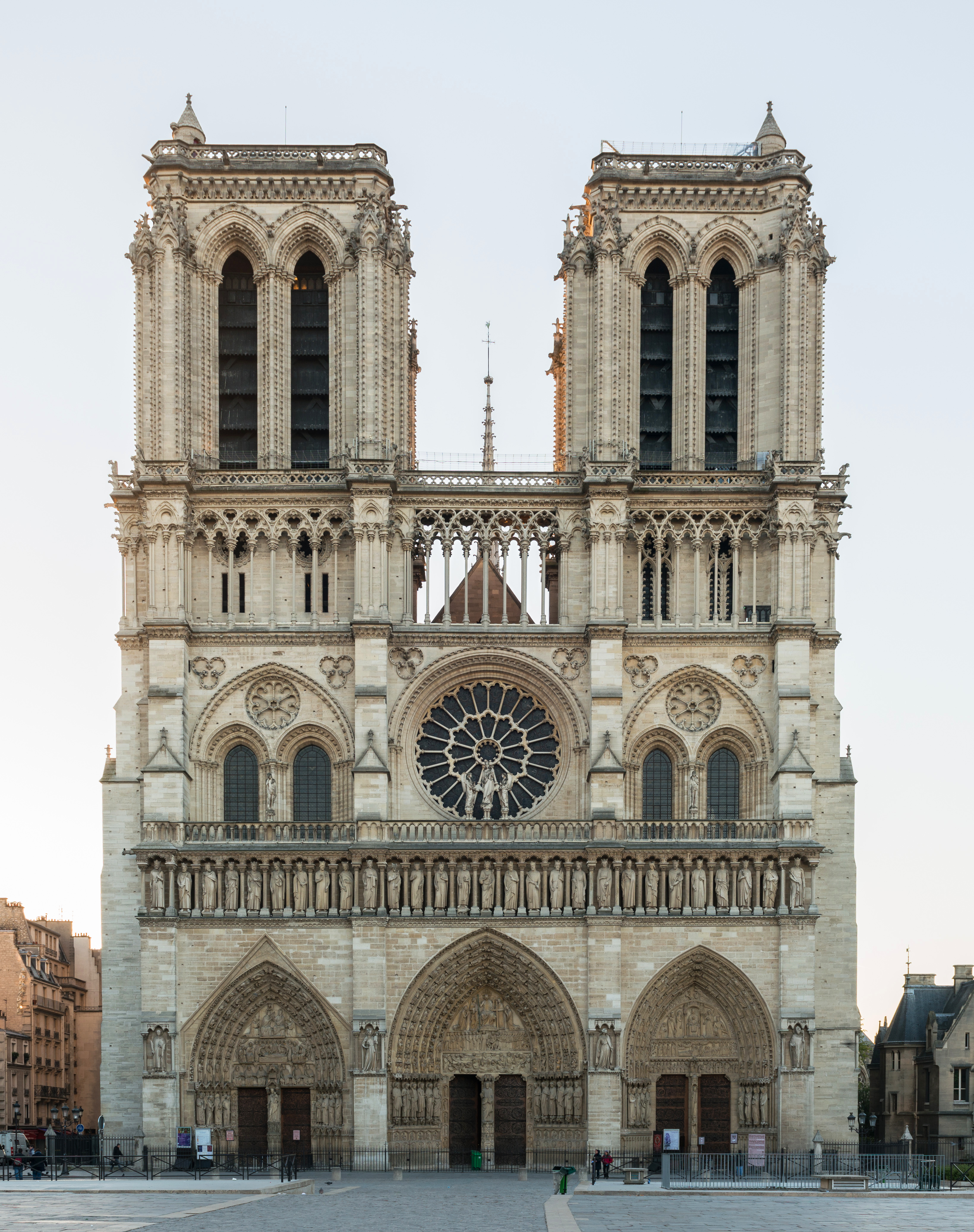
Die Königsgalerie zwischen Rosenfenster und Portalzone an der Westfront von Notre-Dame, Paris

Königsgalerie nennt man die an der Fassade oberhalb der Portalzone an einigen, vor allem französischen Kathedralen des 13. und 14. Jahrhunderts aufgereihten Statuenfolgen gekrönter Herrscher.
Mit diesen die Fronten manchmal auf ganzer Breite dominierenden Bilderabfolgen ließ sich das französische Königtum verherrlichen, dessen Vertreter sich als geistige Nachfolger der biblischen Könige von Israel oder des fränkischen Königs Karl des Großen inszenierten. Die unterschiedlich beantwortete Frage, ob hier französische oder biblische Könige dargestellt sind, löst sich auf, wenn man davon ausgeht, dass in den Königsgalerien bewusst eine doppelte Bedeutungsebene angelegt war. Auf jeden Fall stehen sie eher im Zusammenhang einer Rechtfertigung des Königtums durch Einbindung in eine biblisch-christliche Tradition als für die genealogische Legitimation einer einzelnen Persönlichkeit.

## Voraufgehende und vergleichbare Zyklen
Als ältesten Herrscherzyklus in monumentaler Form sieht man die 1134 veranlasste Ausmalung der Kuppel in der Burgkapelle zu Znaim mit einer Herrscherfolge der Přemysliden an. Am Ende des 12. Jahrhunderts stellt der Glasgemäldezyklus im Langhaus des Straßburger Münsters die ursprünglich 28 deutschen Kaiser und Könige in einen Zusammenhang mit Aposteln und anderen christlichen Heiligen. Der Chor des Kölner Doms wurde um 1310 in ähnlichem Sinne mit Glasfenstern ausgestattet.
Die Königsgalerien an den französischen Kathedralen tragen diesen Gedanken an den Außenbau. Wenn die Königsgalerien vor allem in Frankreich verbreitet sind, aber nicht in Deutschland, mag das damit zusammenhängen, dass die französischen Bischöfe, anders als die ihrer östlichen Nachbarn, durchaus eine Stütze des Königtums waren.

## Hauptwerke

### Frankreich
Um 1220 entstand die erste Königsgalerie an der Westfassade von Notre-Dame in Paris. Bereits 1284 wurden zwei Figuren als Pippin und Karl der Große angesprochen. 1793 sahen die revolutionären Bilderstürmer in den Figuren französische Könige und stürzten die 28 Statuen herunter. Heute sieht man an ihrer Stelle Nachahmungen des 19. Jahrhunderts. In diesen Königsfiguren hatten sich auch 1858–1860 Viollet-le-Duc und zwei andere Bauleiter porträtieren lassen. 1977 wurden 21 originale Köpfe und Fragmente gefunden, die jetzt im Musée national du Moyen Âge aufbewahrt werden und die für deutlich alttestamentarische Bezüge sprechen.

Weit nach oben geschoben, in 30 m Höhe finden wir die Königsreihe an der Kathedrale von Amiens, um 1230–1235. Für ihre etwas derbe Qualität, die kaum etwas zu tun hat mit dem hohen Rang der nur wenig älteren, beeindruckenden Portalskulptur darunter, entschädigen die feinen Laubgewinde um die Arkadenbögen.
An den Strebepfeilern beider Querhausfassaden der Kathedrale von Reims wurden um 1230–1240 in Höhe des Rosenfensters 14 Königsstatuen einzeln in Tabernakel gestellt. Sie stehen im Zusammenhang eines biblischen Programms.
Auch an der Kathedrale von Chartres stehen am Südquerhaus 18 Könige in den Tabernakeln der Vorhallenstrebepfeiler, beginnend mit dem an seiner Harfe erkennbaren König David. Ihr Stil ist von den Pariser Skulpturen herzuleiten.

In der zweiten Hälfte des 13. Jahrhunderts entstanden dann weitere 16 Königsfiguren an der Westfassade zwischen den Türmen oberhalb der Rose, diesmal aber wieder wie schon in Paris als durchlaufende Galerie.
Ab dem 14. Jahrhundert bekam auch die Westfassade in Reims zwischen Rosenfenster und den Freigeschossen der Türme eine Königsgalerie, in deren Zentrum die Taufe Chlodwigs steht. Hier wird also deutlich auf die Königsfolge des Frankenreiches Bezug genommen.
In den vielfältigen Skulptur- und Architekturformen der Kathedrale von Rouen bleibt die späte Königsgalerie des 14. Jahrhunderts ohne bestimmende Wirkung.

### Spanien und England
In der Kathedrale von Burgos, einem Ort wichtiger königlicher Zeremonien, errichtete man um 1230–1260 nach französischen Vorbildern eine Königsgalerie in den offenen Arkaden unter dem hohen Maßwerkbogen der Westfassade.
Die Könige an der Westfassade der Kathedrale von Wells stehen im Gegensatz zu den vorgenannten Beispielen nicht in einer Reihe. Als Teil eines Programms von Heiligen und Förderern der englischen Kirche sind sie in zwei Registern übereinander angeordnet, umlaufen auch die nordwestlichen Strebepfeiler und bilden ein Pendant zu den geistlichen Würdenträgern auf der Südwestseite. Die Idee der Kontinuität des biblischen zum aktuellen Königtum dürfte hier also eine geringere Rolle spielen.
Die Reihe der 26 sitzenden Könige an der 1293 vollendeten Westfassade der Kathedrale von Lichfield hat man im 19. Jahrhundert weitgehend rekonstruiert.
An der Westfassade der Kathedrale von Lincoln wurde um 1360–1370 elf sitzende Königsfiguren dem romanischen Portalaufbau eingefügt.
Im figurenreichen Bildprogramm der Kathedrale von Exeter sind auch Reihen Gekrönter aus der Mitte des 14. Jahrhunderts enthalten. Wie in Lincoln ist auch hier eine eindeutige Benennung ungewiss.
14 Könige am Lettner der Kathedrale von York entstanden um 1450.
Sechs von ehemals 14 Königsstatuen blieben in der Westminster Hall, dem Gerichts- und Bankettsaal des englischen Königspalastes erhalten.